# Jonathan Tah
Jonathan Glao Tah (phát âm tiếng Đức: [ˈjoːnatan ˈtaː]; sinh ngày 11 tháng 2 năm 1996) là một cầu thủ bóng đá chuyên nghiệp người Đức hiện đang thi đấu ở vị trí trung vệ cho câu lạc bộ Bundesliga Bayern Munich và đội tuyển bóng đá quốc gia Đức.

## Sự nghiệp câu lạc bộ
Tah bắt đầu chơi bóng cho câu lạc bộ Altona 93, sau đó anh gia nhập SC Concordia trước khi ký hợp đồng với Hamburger SV. Tah có lần đầu tiên thi đấu cho Hamburger SV trong trận đấu với SV Schott Jena ở giải DFB Cup. Anh có trận ra mắt Bundesliga vào ngày 21 tháng 9 năm 2013 trong trận thua 0-2 trên sân nhà trước Werder Bremen.
Vào ngày 1 tháng 9 năm 2014, anh được cho Fortuna Düsseldorf mượn trong một năm.
Vào ngày 15 tháng 7 năm 2015, anh ký hợp đồng 5 năm với Bayer Leverkusen. Anh có trận đấu thứ 100 tại Bundesliga cho câu lạc bộ vào ngày 10 tháng 3 năm 2019.

## Thống kê sự nghiệp

### Câu lạc bộ
Tính đến 5 tháng 7 năm 2025
| Câu lạc bộ                | Mùa giải            | Giải đấu            | Giải đấu | Giải đấu | DFB-Pokal | DFB-Pokal | Châu Âu | Châu Âu | Khác | Khác | Tổng cộng | Tổng cộng |
| Câu lạc bộ                | Mùa giải            | Hạng đấu            | Trận     | Bàn      | Trận      | Bàn       | Trận    | Bàn     | Trận | Bàn  | Trận      | Bàn       |
| ------------------------- | ------------------- | ------------------- | -------- | -------- | --------- | --------- | ------- | ------- | ---- | ---- | --------- | --------- |
| Hamburger SV              | 2013–14             | Bundesliga          | 16       | 0        | 4         | 0         | —       | —       | —    | —    | 20        | 0         |
| Fortuna Düsseldorf (mượn) | 2014–15             | 2. Bundesliga       | 23       | 0        | 0         | 0         | —       | —       | —    | —    | 23        | 0         |
| Bayer Leverkusen          | 2015–16             | Bundesliga          | 29       | 0        | 4         | 0         | 12      | 0       | —    | —    | 45        | 0         |
| Bayer Leverkusen          | 2016–17             | Bundesliga          | 19       | 1        | 2         | 0         | 5       | 0       | —    | —    | 26        | 1         |
| Bayer Leverkusen          | 2017–18             | Bundesliga          | 28       | 0        | 5         | 0         | 0       | 0       | —    | —    | 33        | 0         |
| Bayer Leverkusen          | 2018–19             | Bundesliga          | 33       | 3        | 2         | 0         | 3       | 0       | —    | —    | 38        | 3         |
| Bayer Leverkusen          | 2019–20             | Bundesliga          | 25       | 0        | 5         | 0         | 9       | 0       | —    | —    | 39        | 0         |
| Bayer Leverkusen          | 2020–21             | Bundesliga          | 27       | 1        | 1         | 0         | 7       | 0       | —    | —    | 35        | 1         |
| Bayer Leverkusen          | 2021–22             | Bundesliga          | 33       | 2        | 1         | 0         | 8       | 0       | —    | —    | 42        | 2         |
| Bayer Leverkusen          | 2022–23             | Bundesliga          | 33       | 1        | 0         | 0         | 14      | 0       | —    | —    | 47        | 1         |
| Bayer Leverkusen          | 2023–24             | Bundesliga          | 31       | 4        | 6         | 2         | 11      | 0       | —    | —    | 48        | 6         |
| Bayer Leverkusen          | 2024–25             | Bundesliga          | 33       | 3        | 5         | 1         | 10      | 0       | 1    | 0    | 49        | 4         |
| Bayer Leverkusen          | Tổng cộng           | Tổng cộng           | 291      | 15       | 31        | 3         | 79      | 0       | 1    | 0    | 402       | 18        |
| Bayern Munich             | 2024–25             | Bundesliga          | —        | —        | —         | —         | —       | —       | 5    | 0    | 5         | 0         |
| Bayern Munich             | 2025–26             | Bundesliga          | 0        | 0        | 0         | 0         | 0       | 0       | 0    | 0    | 0         | 0         |
| Bayern Munich             | Tổng cộng           | Tổng cộng           | 0        | 0        | 0         | 0         | 0       | 0       | 5    | 0    | 5         | 0         |
| Tổng cộng sự nghiệp       | Tổng cộng sự nghiệp | Tổng cộng sự nghiệp | 330      | 15       | 35        | 3         | 79      | 0       | 6    | 0    | 450       | 18        |

1. ↑  Tám lần ra sân tại UEFA Champions League, bốn lần ra sân tại UEFA Europa League
2. 1 2  Số lần ra sân tại UEFA Champions League
3. 1 2 3 4  Số lần ra sân tại UEFA Europa League
4. ↑  Năm lần ra sân tại UEFA Champions League, bốn lần ra sân tại UEFA Europa League
5. ↑  Sáu lần ra sân tại UEFA Champions League, tám lần ra sân tại UEFA Europa League
6. ↑  Ra sân tại DFL-Supercup
7. ↑  Số lần ra sân tại FIFA Club World Cup

### Quốc tế
Tính đến 8 tháng 6 năm 2025
| Đội tuyển quốc gia | Năm       | Trận | Bàn |
| ------------------ | --------- | ---- | --- |
| Đức                |           |      |     |
| 2016               | 4         | 0    |     |
| 2019               | 5         | 0    |     |
| 2020               | 4         | 0    |     |
| 2021               | 1         | 0    |     |
| 2022               | 2         | 0    |     |
| 2023               | 5         | 0    |     |
| 2024               | 12        | 0    |     |
| 2025               | 4         | 0    |     |
| Tổng cộng          | Tổng cộng | 37   | 0   |

## Danh hiệu
Bayer Leverkusen
- Bundesliga: 2023–24[4]
- DFB-Pokal: 2023–24
- DFL-Supercup: 2024[5]

Bayern Munich
- Franz Beckenbauer Supercup: 2025[6]